# ESF Elbe-Stahlwerke Feralpi

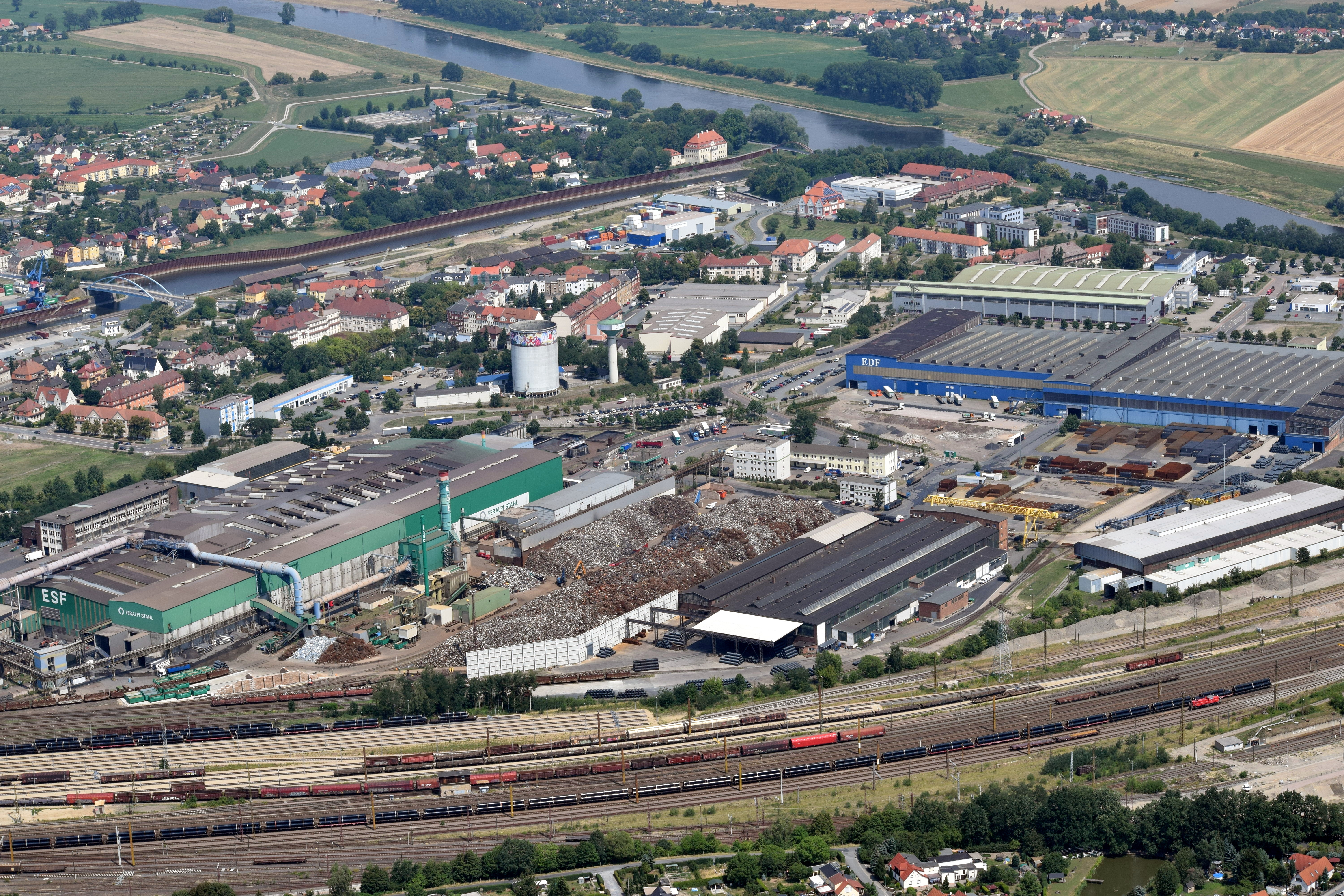
Luftbild vom Betriebsgelände der ESF Elbe-Stahlwerke Feralpi GmbH

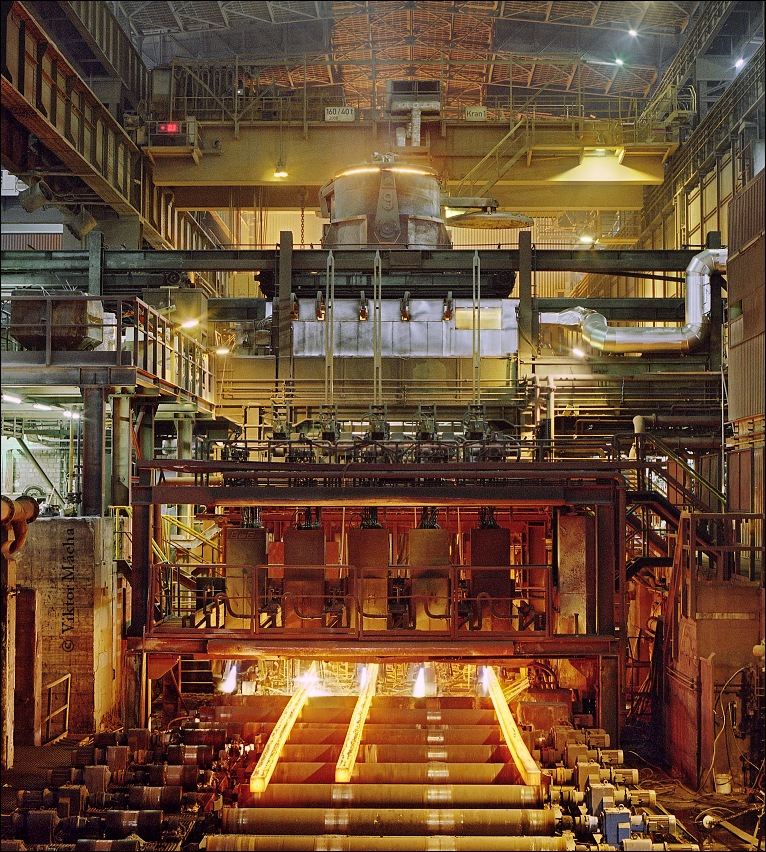
Die fünfsträngige Stranggussanlage der ESF

Die ESF Elbe-Stahlwerke Feralpi GmbH (ESF) ist ein sächsisches Unternehmen, das Stahlerzeugnisse für die Bauindustrie produziert. Es gehört zur italienischen Feralpi Group. Das Riesaer Stahlwerk fertigte im Jahr 2016 eine Million Tonnen Stahlerzeugnisse und war damit der zehntgrößte stahlerzeugende Betrieb Deutschlands.
Das Unternehmen produziert seinen Elektrostahl ausschließlich aus Stahlschrott und leistet damit einen wichtigen Beitrag zum Recyclingkreislauf. Neben den Anlagen zur Rohstahlerzeugung betreibt Feralpi ein Warm-Walzwerk, in dem Stranggussknüppel zu Stabstahl und Walzdraht weiterverarbeitet werden. Auch Betonstahlmatten, Abstandshalter und Bewehrungselemente gehören zum Produktportfolio des Riesaer Unternehmens.

## Geschichte
Die Geschichte der Riesaer Stahlproduktion lässt sich bis 1843 zurückverfolgen, als die Brüder Heinrich Schönberg und Alexander Schönberg ein Eisenwerk auf der Gröbaer Flur gründeten, in dem Puddeleisen produziert wurde. Schon im Jahr 1725 wurde erstmals Eisen und Stahl in der Stadt an der Elbe produziert. Die Firma ESF Elbe-Stahlwerke Feralpi GmbH wurde im Jahr 1992 gegründet.
Das Riesaer Stahlwerk befindet sich auf dem Gelände, auf dem bereits zu DDR-Zeiten im Volkseigenen Betrieb „VEB Rohrkombinat Stahl- und Walzwerk Riesa“ (VEB Rohrkombinat Riesa) Stahl hergestellt wurde. Der VEB wurde 1990 aufgelöst und zum Zwecke der Privatisierung in die Stahl- und Walzwerk Riesa AG überführt. Nach deren Niedergang wurde das Grundstück 1992 durch die Feralpi-Gruppe übernommen.
2021 wurden die unmittelbar östlich angrenzenden EDF Elbe-Drahtwerke Feralpi GmbH mit der ESF Elbe-Stahlwerke Feralpi GmbH fusioniert. Dabei wurden auch die südöstlich angrenzende Halle der Arbonia Riesa GmbH (ehem. Heizkörperfertigung) ins Werksgelände integriert. Im Juli 2022 erfolgte auf einem Teil des östlichen Werksgeländes der erste Spatenstich für ein neues zweites Walzwerk, welches im Mai 2025 die Produktion aufnahm.

## Umweltschutz
In der Vergangenheit wurde mehrfach eine Umweltbelastung bemängelt, welche vom Riesaer Stahlwerk ausgeht. So wurde mit Wissen der Aufsichtsbehörden der gültige Grenzwert für die Emission von Dioxinen jahrelang überschritten.
Umweltverbände behaupteten unter anderem, dass die direkte Umgebung des Stahlwerks deutlich stärker durch Dioxine und Furane sowie PCB belastet würde, als von ESF angegeben. Diese Stoffe entweichen zu großen Teilen über Dachöffnungen des Werks.
Nach erheblichen Ausbesserungen durch Feralpi Stahl gehört das Werk heute zu den modernsten Stahlwerken Europas. Die verwendete Technologie in den Entstaubungsanlagen filtert nahezu 100 Prozent der Staubemissionen sowie der Emissionen von Dioxinen, Furanen und PCB. Sie gilt als die derzeit Beste Verfügbare Technik (BVT) zur effektiven Abgasreinigung in Elektrostahlwerken und wurde, neben anderen, als Referenz in der aktuellen BREF-Liste der EU für die Eisen- und Stahlindustrie benannt.
Darüber hinaus nutzt Feralpi Stahl die bei der Stahlproduktion entstehende Abwärme, um Dampf zu erzeugen, welcher entweder mit Hilfe einer Dampftrasse an die Riesaer Stadtwerke geliefert oder zur Stromerzeugung für den Eigenbedarf eingesetzt wird. Mit dieser Innovation erhielt Feralpi Stahl 2013 den Sächsischen Umweltpreis. 2018 wurde Feralpi Stahl zudem in die Exzellenzinitiative Klimaschutz-Unternehmen aufgenommen.
Die wichtigsten Produktionskennzahlen und Aussagen zu den wesentlichen Emissionen sowie zum Ressourceneinsatz veröffentlicht Feralpi in einer jährlichen Umwelterklärung.